# Igreja Ortodoxa Britânica
A Igreja Ortodoxa Britânica (em inglês:  British Orthodox Church) ou Metrópole de Glastonbury, anteriormente a Igreja Ortodoxa das Ilhas Britânicas, é uma Igreja Ortodoxa Oriental autocéfala.
A Igreja Ortodoxa Britânica não está em comunhão com nenhuma das Igrejas ortodoxas orientais desde a decisão de 2015 de retornar a um status independente.

## História

### Origem
A Igreja afirma ser a continuação da Antiga Igreja Britânica de Jules Ferrette.
O Metropolita Serafim de Glastonbury serviu como metropolita da Metrópole de Glastonbury e Patriarca da Igreja Ortodoxa das Ilhas Britânicas, sucedendo a Hugh George de Willmott Newman.

### Fusão com a Igreja Ortodoxa Copta
A Igreja Ortodoxa das Ilhas Britânicas e a Igreja Ortodoxa Celta se separaram em 1994, sob o comando de Mar Serafim (William Henry Hugo Newman-Norton). Por sua vez, a Igreja Ortodoxa das Ilhas Britânicas juntou-se à Igreja Ortodoxa Copta e mudou seu nome para Igreja Ortodoxa Britânica.
Em 6 de abril de 1994, um protocolo decretando a fusão da Igreja Ortodoxa das Ilhas Britânicas na Igreja Ortodoxa Copta foi assinado por ambas as partes. A Igreja Ortodoxa das Ilhas Britânicas, chefiada por Serafim, mudou seu nome para Igreja Ortodoxa Britânica para a união e tornou-se "uma diocese do Patriarcado Copta Ortodoxo de Alexandria com jurisdição sobre o Reino Unido, a República da Irlanda, a Ilha de Man e as Ilhas do Canal". A Igreja Ortodoxa Britânica era distinta das outras comunidades nas Ilhas Britânicas da Igreja Copta. Serafim, primaz da Igreja Ortodoxa Britânica, não foi reordenado, mas recebeu crisma. Em 19 de junho de 1994, Serafim "foi consagrado Metropolita no Patriarcado Copta por Sua Santidade o Papa Shenouda, assistido por cerca de setenta Metropolitas e Bispos". Serafim tornou-se então membro do Santo Sínodo da Igreja Ortodoxa Copta.

### Independência
Em 4 de outubro de 2015, o Patriarcado Copta Ortodoxo, em resposta a um pedido da Igreja Ortodoxa Britânica, "no mesmo espírito com o qual esta união surgiu", concordou com o retorno da Igreja Ortodoxa Britânica ao seu status anterior a 1994 "em cumprimento ao que vê como sua missão atual à luz dos desenvolvimentos e dinâmicas de mudança do Oriente Médio e da Grã-Bretanha". O site ortodoxo britânico falou sobre isso "retornando amigavelmente ao seu status original para cumprir sua missão com mais eficácia". Isso resultou no retorno da Igreja Ortodoxa Britânica a um status não canônico, fora da comunhão com qualquer Igreja.
Em janeiro de 2019, a Igreja Ortodoxa Britânica anunciou que Serafim foi novamente considerado seu Patriarca, pois desde o momento da união com a Igreja Copta, Serafim havia deixado de usar este título.
Em 29 de outubro de 2017, o Metropolita Serafim, atuando como solus, consagrou o Padre David Seeds como Bispo David de Priddy.
Em 23 de fevereiro de 2019, o Patriarca Serafim, atuando com o Bispo David de Priddy, consagrou o Padre James Maskery como Sua Eminência Abba James, Arcebispo Titular de Caerleon-upon-Usk e Mafriano da Igreja Ortodoxa Britânica. Mafriano é um título usado na Igreja Ortodoxa Síria para os Católicos do Oriente, e o primaz da Igreja no Império Sassânida, agora Irã e Iraque.

## Primazes
- Richard Williams Morgan (reivindicado);[2]
- Charles Isaac Stevens (reivindicado);[2]
- James Martin (reivindicado);[2]
- Andries Caarel Albertus McLaglen (reivindicado);[2]
- Herbert James Monzani-Heard (reivindicado);[2]
- Hugh George de Willmott Newman;[2]
- Abba Serafim.[2]